# Пинго
Пинго (рingo), или пинг, също хидролаколит, се нарича вид хълм в Арктика, съставен от лед и покрит със земя.
Думата произлиза от езика на инуитите в Канада и означава хълмче. Ботаникът Алф Порсилд го въвежда в научно обращение през 1938 г.
Може да има конична, издължена или куполна форма и да достига височина 70 м и диаметър 600 м. Образува се в райони с вечна замръзналост, където ядрото от лед е резултат от налягането между 2 твърди платформи, които притискат маса от по-слабо замръзнало вещество и го издигат.
Има 2 вида пинго:
- пинго с отворена система, при което непрекъснато се доставя подпочвена вода;
- пинго със затворена система, когато подхранването с вода е възпрепятствано от заледяването.[2]

Поради своя състав пингото се поддава на топене и деформиране и може да загуби от своята маса и дори да изчезне. Най-голям брой се срещат близо до устието на река Маккензи. Там се наброяват около 1350. Най-високото пинго, оцеляло до днес, се намира в Аляска и се нарича Калдерошилик (54 м).